# Mystical Glider
「Mystical glider」（ミスティカル・グライダー）は、日本のヴィジュアル系ロックバンドLa'cryma Christiの14枚目のシングル。2003年3月18日にリリースされた。

## 概要
レコード会社を経由しない自主制作で、ライブハウスツアー会場とホームページでの通販のみでの販売となった限定盤である。ファンクラブに直接電話しても購入が可能であった。
このシングルでは、KOJIがエンジニアとして参加しており、演奏にはほとんど参加していない。録音はレコーディングスタジオではなく、ライブスタジオで行われた。

## 収録曲
1. Mystical Glider
作詞－TAKA／作曲－HIRO
2. Drying heaven
作詞－TAKA／作曲－HIRO
3. animism
作詞－TAKA／作曲－KOJI
4. Mystical Glider (un-vocal)
5. Drying heaven (un-vocal)
6. animism (un-vocal)

## 収録作品
- DEEP SPACE SYNDICATE（#1）